# Матсі (Варсту)
Матсі (ест. Matsi) — село в Естонії, входить до складу волості Варсту, повіту Вирумаа.